# Fell Burn
Der Fell Burn ist der etwa 3,3 km lange rechte Quellfluss des Park Burn in Northumberland in England. Der Wasserlauf entsteht südwestlich des Fellhouse Fell. Er fließt in westlicher Richtung und bildet mit dem Coanwood Burn den Park Burn.